# 광주예술중학교
광주예술중학교(光州藝術中學校)는 대한민국 광주광역시 북구에 있는 공립 예술 중학교이다.

## 학교 연혁
- 2022년 3월 1일 : 개교

## 설치 학과
- 음악과
- 미술과

## 같이 보기
- 광주예술고등학교